# Форум за демократию
Форум за демократию (нидерл. Forum voor Democratie (FvD) — консервативная евроскептическая политическая партия в Нидерландах, основанная Тьерри Боде, который является лидером партии с момента её основания в конце 2016 года.
Партия впервые участвовала во всеобщих выборах 2017 года, получив два места в Палате представителей, а затем набрала больше всего мандатов на провинциальных выборах 2019 года.
Партия хочет членства в группе европейских консерваторов и реформистов, политической группе в Европейском парламенте.

## История

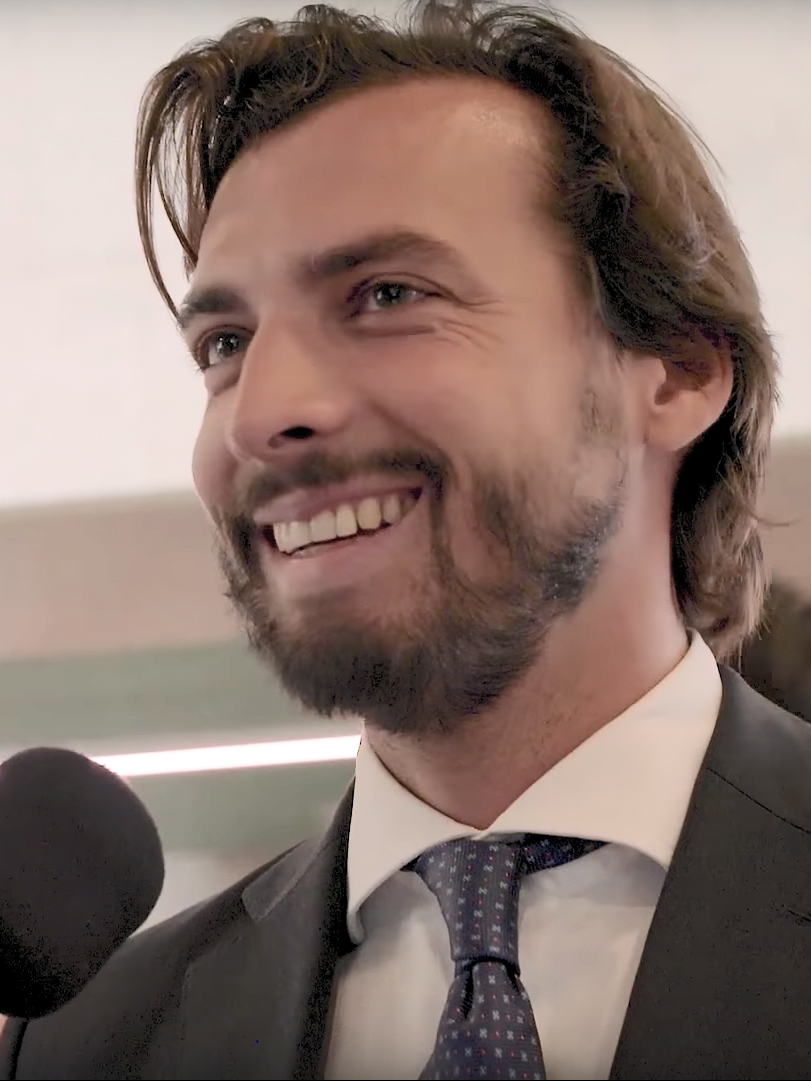
Тьерри Боде, основатель и лидер партии

Партия была основана как аналитический центр.
Её главным достижением была кампания против соглашения с Украиной на референдуме о подписании соглашения об ассоциации между Украиной и Европейским союзом 2016 года. В сентябре 2016 года она превратилась в политическую партию и объявила о своём намерении принять участие в всеобщих выборах в Нидерландах 2017 года.
На всеобщих выборах 2017 года ФВД получила 1,8 % голосов и 2 места, впервые попав в парламент.
На муниципальных выборах 2018 года Форум за демократию выиграл 3 места в городском совете Амстердама.
Во время провинциальных выборов 2019 года Форум за демократию завоевал 86 мест в 12 провинциях Нидерландов. В Южной Голландии, Северной Голландии и Флеволанде Форум за демократию стал крупнейшей партией, получив 11, 9 и 8 мест соответственно. Во всех других провинциях партия заняла второе или третье место.

## Идеология
Партия выступает за введение высоких налоговых льгот для всех, отмены налогов на подарки и наследство и радикальное упрощение налоговых льгот. Партия является сторонником радикальных изменений в начальном и среднем образовании, уделяя особое внимание оценке работы учителей. Партия хочет увеличить вооруженные силы, увеличив Национальный Резервный Корпус и отменив сокращение оборонного бюджета. Кроме того, партия выдвинула планы приватизации голландской организации общественного вещания Nederlandse Publieke Omroep.

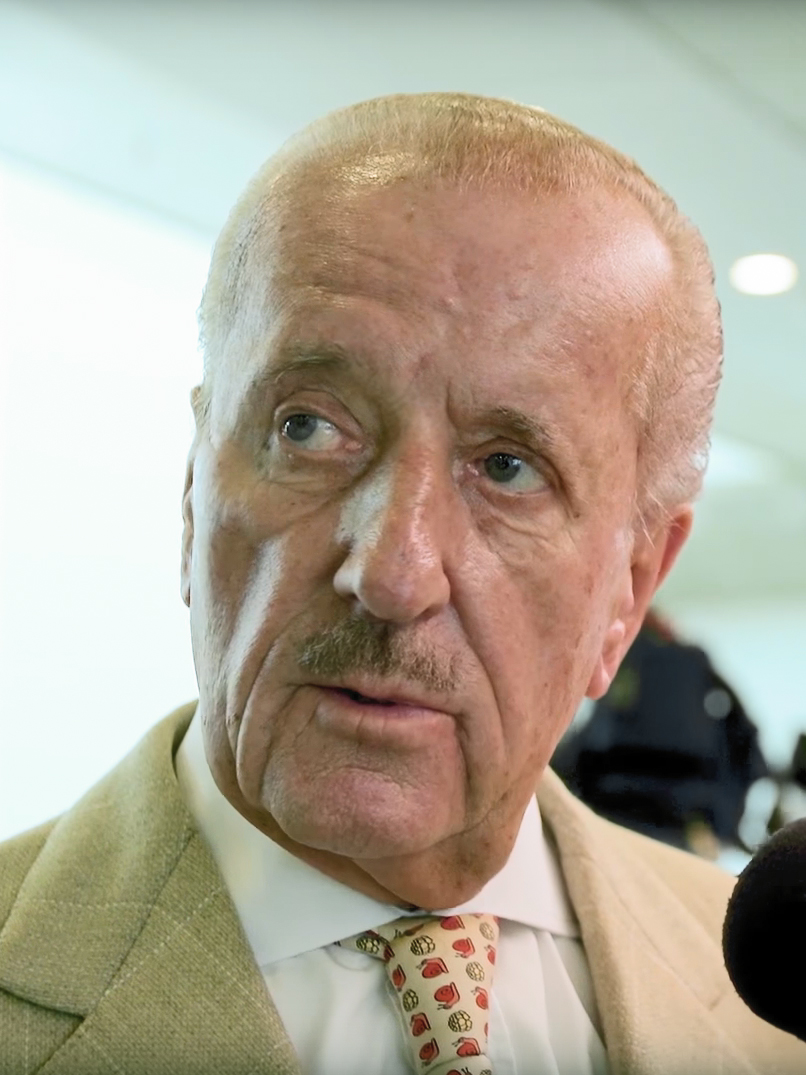
Тео Хиддема, Пресс-секретарь партии

Одной из основных проблем, против которых выступает партия, является предполагаемое существование «партийного картеля», в котором главные правящие партии страны делят власть между собой и стремятся к достижению тех же целей, несмотря на то, что формально они являются конкурентами. Партия обещает прямую демократию посредством обязательных референдумов, а также непосредственное избрание мэров и премьер-министра. Партия также выступает за правительство, состоящее из аполитичных экспертов и высокопоставленных государственных служащих, которые должны повторно подать заявку на свои должности при формировании нового кабинета.
Партия выступает против Европейского Союза и выступает за референдум о выходе Голландии из ЕС. Она высказывает националистическую точку зрения, что голландская культура должна быть защищена; партия выступает за восстановление пограничного контроля и прекращение массовой иммиграции. Она проводит кампании против неконтролируемой иммиграции и заявляет, что введёт «Закон о защите ценностей Нидерландов», и хочет запретить исламские маски для лица и другие маскировки.

## Результаты выборов

### Нижняя палата
| Выборы | Голоса  | %   | Место | Места в палате | +/-     | Правительство |
| ------ | ------- | --- | ----- | -------------- | ------- | ------------- |
| 2017   | 187 162 | 1,8 | #13   | 2 из 150       | Впервые | в оппозиции   |

### Верхняя палата
| Выборы | Голоса | %     | Место | Места в палате | +/-     |
| ------ | ------ | ----- | ----- | -------------- | ------- |
| 2019   | 27 473 | 15,87 |       | 9 из 75        | Впервые |

### Региональные
| Выборы | Во всех 12 провинциях | Во всех 12 провинциях | Во всех 12 провинциях | Во всех 12 провинциях | Во всех 12 провинциях |
| Выборы | Голоса                | %                     | Место                 | Места в парламенте    | +/-                   |
| ------ | --------------------- | --------------------- | --------------------- | --------------------- | --------------------- |
| 2019   | 1 057 029             | 14,53                 | #1                    | 86 из 570             | Впервые               |

### Муниципальные
| Выборы | Муниципалитет | Голоса | %    | Место | Места в парламенте | +/-     |
| ------ | ------------- | ------ | ---- | ----- | ------------------ | ------- |
| 2018   | Амстердам     | 20 015 | 5,77 | #8    | 3 из 45            | Впервые |

## Количество членов
| Год  | Членство |
| ---- | -------- |
| 2017 | +1863    |
| 2018 | 22 884   |
| 2019 | 30 674   |